# Lug Subotički
Lug Subotički  je naselje u Hrvatskoj, regiji Slavoniji u Osječko-baranjskoj županiji i pripada općini Koški.

## Zemljopisni položaj
Lug Subotički nalazi se na 96 metara nadmorske visine u nizini istočnohrvatske ravnice. Susjedna naselja: zapadno Branimirovac, sjeverozapadno Ordanja i općinsko središte Koška. Južno se nalaze Budimci a jugoistočno Poganovci naselja u susjednoj općini Podgorač. Selo se nalazi na županijskoj cesti ŽC 4080 Koška D2- Lug Subotički - Budimci ŽC 4105.
Pripadajući poštanski broj je 31224 Koška, telefonski pozivni 031 i registarska pločica vozila NA (Našice). Površina katastarske jedinice naselja Lug Subotički je 14,06 km2.

## Povijest
Selo je nastalo početkom Drugog svjetskog rata, točnije 1939., doseljavanjem nekoliko obitelji iz Zagore, Hrvatskog Zagorja i Podravine. Jedini materijal je bilo drvo i zemlja od kojih su napravljene prve brvnare. Neki su donosili i cigle s jedine čistine u tom kraju nazvane Suboticom, a gdje je u 13. stoljeću postojalo trgovište imenom Subotis. Prvi doseljenici u šumi otkrivaju ostatke bedema i velikih glinenih blokova, te ih koriste u gradnji kuća, pomoćnih prostorija i cesta. Utvrda koja je čuvala put Osijek-Našice u srednjem vijeku sagrađena je još sredinom 13 stoljeća, kada je ovo područje pripada Koškanskom vlastelinstvo, kojim vladaju baruni Korođski. Krajem 17. stoljeća (1688.) u ratu za oslobađanje Slavonije od Turaka utvrda je zapaljena i porušena. Sječa šume započela je gotovo odmah nakon doseljenja. Sagrađene su pilane jer je nedaleko prolazila Gutmanova pruga koja je vozila trupce u pilanu u Belišće. Lug je bio poseban jer se tu Gutmanova pruga račvala na dva djela za Belišće i za Voćin. Bila je to uskotračna pruga širine jedan metar, te je bila namijenjena za prijevoz drva u pilane. No pruga je također prevozila i putnike na poznatom vlaku Čiro koji i danas stoji u Orahovici na željezničkom kolodvoru. Razvojem kamionskog transporta krajem 1960-ih pruga je ukinuta i izvađene su tračnice.
Godine 1951. broj stanovnika doseže nevjerojatnih 1330 stanovnika. Škola je napravljena 1953., te od tada selo ima učitelja. Od tada također postoji i Mjesna zajednica Lug Subotički. Početkom Domovinskog rata, mještani organiziraju seosku stražu zbog straha od napada iz smjera Budimaca, gdje je većina stanovnika u to vrijeme bila srpske nacionalnosti i bili su protivnici hrvatske nezavisnosti. U jesen 1991. tijekom Domovinskog rata veliki broj stanovnika sela priključuje se obrani Hrvatske kroz postrojbe 132. brigade HV Našice i postrojbe MUP-a. 
Ljudi u Lugu Subotičkom se uglavnom bave ratarstvom i donekle stočarskom proizvodnjom.
Selo sadrži jednu trgovinu, otkupni centar za poljoprivredne proizvode Uniwelt, jednu autobusnu stanicu, mjesno groblje, te novo dječje i nogometno igralište.
Postojao je i noćni klub Tropicana koji je zatvoren i danas se ondje nalazi vatrogasni dom. Selo također ima dobro provedenu plinsku i telefonsku mrežu, te asfaltirane ulice, a radi i poljoprivredna zadruga.

## Stanovništvo
| broj stanovnika |       |       |       |       |       |       |       |       | 874   | 1061  | 1040  | 889   | 568   | 581   | 428   | 335   | 234   |
|                 | 1857. | 1869. | 1880. | 1890. | 1900. | 1910. | 1921. | 1931. | 1948. | 1953. | 1961. | 1971. | 1981. | 1991. | 2001. | 2011. | 2021. |

Iskazuje se kao naselje od 1948.
Prema rezultatima Popisa stanovništva iz 2011. u Lugu Subotičkom je živjelo 335 stanovnik u 123 kućanstva.

## Obrazovanje
U selu se nalazi škola do četvrtog razreda a radi u sklopu Osnovne škole Ivane Brlić-Mažuranić iz Koške.

## Crkva
U selu se nalazi Rimokatolička crkva Presvetog Imena Marijinog koja pripada katoličkoj župi Presvetog Trojstva u Budimcima te čepinskom dekanatu Đakovačko-osječke nadbiskupije. Crkveni god ili kirvaj slavi se 12. rujna.
Crkva je sagrađena 1972. i do pripajanja župi u Budimcima bila je u sastavu župe Sv.Petra i Pavla u Koški i valpovačkog dekanata. 

## Šport
- NK Slavonija NLT - osnovala mladež tri sela Normanci, Lug Subotički i Topoline u ljeto 2021., klub nastupa u 3. ŽNL Liga NS Našice.

## Ostalo
Dobrovoljno vatrogasno društvo Lug Subotički, osnovano 2017.

## Vanjske poveznice
- http://koska.hr/